# Discovery (альбом Daft Punk)
| Совокупная оценка             | Совокупная оценка          |
| Источник                      | Оценка                     |
| ----------------------------- | -------------------------- |
| Metacritic                    | 74/100                     |
| Оценки критиков               |                            |
| Источник                      | Оценка                     |
| AllMusic                      | [ 3 ]                      |
| Entertainment Weekly          | B                          |
| The Guardian                  | [ 5 ]                      |
| Mixmag                        | [ 6 ]                      |
| NME                           | 9/10                       |
| Pitchfork                     | 6.4/10 (2001) 10/10 (2021) |
| Q                             | [ 10 ]                     |
| Rolling Stone                 | [ 11 ]                     |
| The Rolling Stone Album Guide | [ 12 ]                     |
| Spin                          | 8/10                       |

Discovery (рус. Открытие) — второй студийный альбом французского электронного дуэта Daft Punk, выпущенный 3 марта 2001 года студией Virgin Records. Ознаменовал собой переход звучания от Чикаго-хауса, которым коллектив прославился до этого, к диско, ню-диско, гэридж-хаусу и хаусу, вдохновлённому синтипопом. Альбом послужил саундтреком к аниме-фильму «Интерстелла 5555: История секретной звёздной системы», в создании которого приняли участие Лэйдзи Мацумото и кинокомпания Toei Animation. Видеоклипы для каждой композиции составляют единый фильм о похищении и пребывании на Земле инопланетной музыкальной группы.
Discovery был признан концептуальным альбомом в рецензиях журналов New Musical Express и Spin. Первоначальное издание альбома включало в себя членскую карточку «Daft Club», на которой содержался код для доступа к специальному сайту, на котором были размещены неизданные ремиксы и записи живых выступлений, впоследствии выпущенных на одноимённом альбоме и Alive 1997.

## Запись
Discovery был записан в собственной студии дуэта (Daft House), расположенной в доме Бангальтера в Париже. Daft Punk начали работу над альбомом весной 1998 года, и продолжали над ним работать в течение двух лет. Хотя они использовали то же самое оборудование, что и для предыдущего альбома Homework, дуэт стремился к сокращению длины треков. Одним из первых треков, который был написан во время первых сессий работы над альбомом, стал «One More Time», который был оставлен «пылиться на полке» до 2000 года. После написания песни «Too Long» в начале работы над альбомом, Daft Punk решили, что они не хотят писать ещё 14 обычных треков в жанре house и поэтому дуэт решил внедрить разнообразные стили в альбом.

## Список композиций
Слова и музыка всех песен — написаны Тома Бангальтером и Ги-Мануэлем де Омем-Кристо, кроме тех, где это особо отмечено.
| №   | Название                           | Автор(ы)                                                | Длительность |
| --- | ---------------------------------- | ------------------------------------------------------- | ------------ |
| 1.  | «One More Time»                    | Бангальтер, де-Омем Кристо, Энтони Мур                  | 5:20         |
| 2.  | «Aerodynamic»                      |                                                         | 3:27         |
| 3.  | «Digital Love»                     | Бангальтер, де-Омем Кристо, Карлос Соса, Жорж Дюк       | 4:58         |
| 4.  | «Harder, Better, Faster, Stronger» | Бангальтер, де-Омем Кристо, Эдвин Бёрдсонг              | 3:45         |
| 5.  | «Crescendolls»                     |                                                         | 3:32         |
| 6.  | «Nightvision»                      |                                                         | 1:44         |
| 7.  | «Superheroes»                      | Бангальтер, де-Омем Кристо, Барри Манилоу, Марти Панцер | 3:57         |
| 8.  | «High Life»                        |                                                         | 3:22         |
| 9.  | «Something About Us»               |                                                         | 3:51         |
| 10. | «Voyager»                          |                                                         | 3:47         |
| 11. | «Veridis Quo»                      |                                                         | 5:44         |
| 12. | «Short Circuit»                    |                                                         | 3:26         |
| 13. | «Face to Face»                     | Бангальтер, де-Омем Кристо, Тодд Эмператрис             | 3:58         |
| 14. | «Too Long»                         | Бангальтер, де-Омем Кристо, Энтони Мур                  | 10:00        |

## Участники записи
Согласно вкладышу с альбома:
- Daft Punk — вокал, вокодер (на «Digital Love», «Harder, Better, Faster, Stronger», «Something About Us»), семплирование, синтезатор, электрическое пианино, гитара, бас-гитара, драм-машина, продюсирование, концепция, художественное оформление
- Romanthony — лирика, вокал («One More Time» и «Too Long»), продюсирование «Too Long»
- DJ Sneak — лирика «Digital Love»
- Тодд Эдвардс — лирика, вокал и продюсирование «Face to Face»
- Нилеш Пэйтел — мастеринг
- Alex & Martin — концепция, художественное оформление
- Седрик Хервет — концепция, художественное оформление
- Гилдас Лоек — концепция, художественное оформление
- Симон Скотт — концепция, художественное оформление
- Дэниел Вангард — концепция, художественное оформление
- Педро Винтер — концепция, художественное оформление
- Митчелл Фейнберг — фотографии
- Луис Санчис — фотографии
- Тони Гарднер, Alterian — оформление

## Чарты и сертификации
| Чарт (2001)                             | Позиция |
| --------------------------------------- | ------- |
| Австралия (ARIA)                        | 7       |
| Австрия (Ö3 Austria)                    | 6       |
| Бельгия/Фландрия (Ultratop)             | 1       |
| Бельгия/Валлония (Ultratop)             | 3       |
| Канада (Canadian Albums Chart)          | 2       |
| Франция (SNEP)                          | 2       |
| Германия (Offizielle Top 100)           | 5       |
| Италия (Classifica album)               | 8       |
| Новая Зеландия (RMNZ)                   | 8       |
| Норвегия (VG-lista)                     | 3       |
| Швеция (Sverigetopplistan)              | 7       |
| Швейцария (Schweizer Hitparade)         | 6       |
| Великобритания (UK Albums Chart)        | 2       |
| США (Billboard 200)                     | 23      |
| США (Billboard Dance/Electronic Albums) | 3       |
| США (Billboard Top Catalog Albums)      | 1       |

| Чарт (2001)                     | Позиция |
| ------------------------------- | ------- |
| Australian Albums Chart         | 100     |
| Austrian Albums Chart           | 69      |
| Belgian Albums Chart (Flanders) | 33      |
| Belgian Albums Chart (Wallonia) | 20      |
| Dutch Albums Chart              | 81      |
| French Albums Chart             | 15      |
| Swiss Albums Chart              | 54      |

### Сертификации
| Регион | Сертификация  | Продажи    |
| --- | ------------- | ---------- |
| Австралия (ARIA) | Золотой       | 35 000^    |
| Бельгия (BEA) | Золотой       | 25 000*    |
| Канада (Music Canada) | Золотой       | 50 000^    |
| Франция (SNEP) | 3× Платиновый | 548,662    |
| Германия (BVMI) | Золотой       | 150 000^   |
| Япония (RIAJ) | Платиновый    | 200 000^   |
| Швейцария (IFPI Switzerland)                                                                                             | Золотой       | 20 000^    |
| Великобритания (BPI) | 2× Платиновый | 657,000    |
| США (RIAA) | Золотой       | 805,000    |
| Итого |               |            |
| Европа (IFPI) | Платиновый    | 1 000 000* |
| * Данные о продажах приведены только на основе сертификации. ^ Данные о тиражах приведены только на основе сертификации. |               |            |